# Jan de Soet

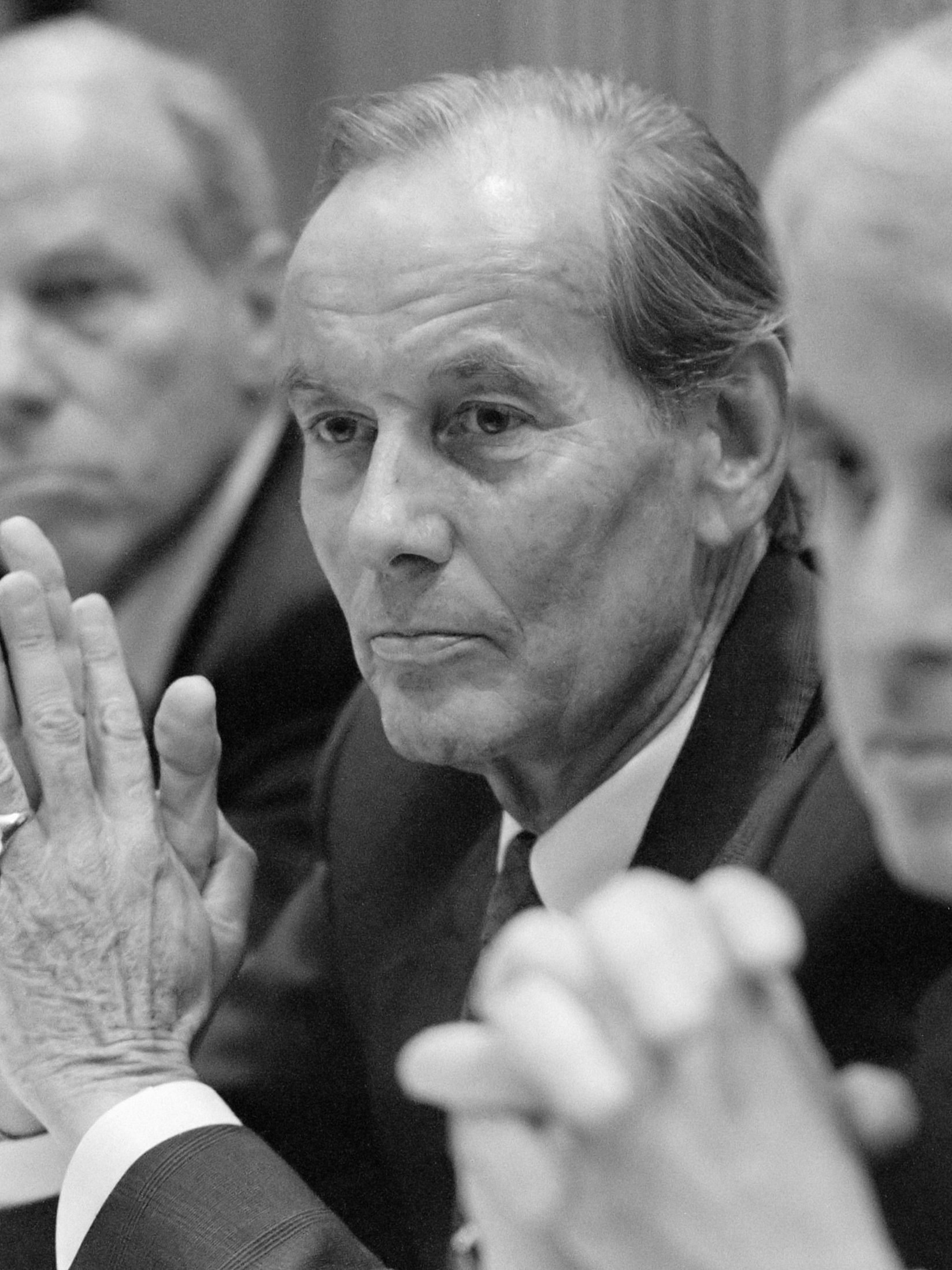
Jan de Soet (1989)

Johan Franciscus Albert (Jan) de Soet (Den Haag, 18 augustus 1925 – Wassenaar, 29 juni 2012) was een Nederlandse topfunctionaris. Van 1987 tot 1991 was hij president-directeur van de Koninklijke Luchtvaart Maatschappij (KLM).
De Soet trad in 1961 in dienst bij KLM, waarna hij in 1972 zou toetreden tot de directie. In 1973 volgde zijn benoeming tot plaatsvervangend president-directeur en van 1987 tot 1991 was hij president-directeur.
Tijdens en na zijn carrière bij KLM nam de Soet zitting in verschillende raad van commissarissen, zoals die van de PTT, RAI Amsterdam, Martinair en Koninklijke Wessanen.
Jan de Soet trouwde in 1956 met Fenny ten Bosch. Samen kregen zij één zoon, Albert de Soet (1957). Fenny ten Bosch overleed in 1959. Jan de Soet hertrouwde met de in de jaren zestig van de twintigste eeuw bekende AVRO tv-presentatrice en omroepster Lonneke Hoogland.